# Così è la vita (album Mariella Nava)
Così è la vita è l'ottavo album di Mariella Nava pubblicato dalla Edizioni musicali Baraonda su licenza Calycanthus nel 1999, in concomitanza con la sesta partecipazione dell'artista al Festival di Sanremo con la canzone Così è la vita, che ha conquistato il 3º posto e il premio come miglior musica.

## Descrizione
L'album riprende alcuni brani, ritenuti importanti dall'artista, dal precedente lavoro, uniti a nuovi pezzi e nuove collaborazioni come quelle con Mango, Amedeo Minghi e l'attore Sergio Castellitto.
Il brano Come mi vuoi [reprise] viene presentato ad Un disco per l'estate 1999, uscito anche come singolo in commercio, insieme all'inedito Di che guerra sei.

## Tracce
Testi e musiche di Mariella Nava, salvo dove indicato.
1. Così è la vita
2. Il mio punto di vista (con Mango)
3. Dimmi che mi vuoi bene
4. Per amore
5. Mea culpa
6. Come mi vuoi [reprise] (con Pantarei Leon) (M.Nava, E.De Crescenzo, Pantarei)
7. Avere amato te
8. Piano inclinato (con la partecipazione di Sergio Castellitto)
9. Carta bianca
10. Così è la vita [unplugged] (con la partecipazione della Solis String Quartet)
11. Valzer lento (con Amedeo Minghi)

## Formazione
- Mariella Nava - voce, cori, pianoforte
- Maurizio Dei Lazzaretti - batteria
- Roberto Guarino - chitarra acustica, tastiera, chitarra elettrica
- Maurizio Galli - basso
- Lele Melotti - batteria
- Luttle Berg - chitarra
- Pantarei Leon - percussioni, cori
- Stefano Senesi - pianoforte
- Maurizio Dei Lazzaretti - batteria
- Marco Manusso - chitarra elettrica, cori
- Simone Salza - sax